# O mlădiță de sparanghel
O mlădiță de sparanghel este o pictură în ulei pe pânză din 1880 a pictorului francez Édouard Manet, semnată în partea dreapta sus. Acum se află în Musée d'Orsay.
În 1880, colecționarul de artă Charles Ephrussi i-a comandat lui Manet să picteze un mănunchi de sparanghel pentru 800 de franci. După ce a primit pictura, i-a oferit artistului 1.000 de franci și astfel Manet a decis să picteze o a doua lucrare mai mică, acum cunoscută sub numele O mlădiță de sparanghel. I-a trimis această a doua lucrare lui Ephrussi cu o notă pe care a scris „Lipsea o mlădiță din mănunchiul dumneavoastră.”